# Perspektywa linearna

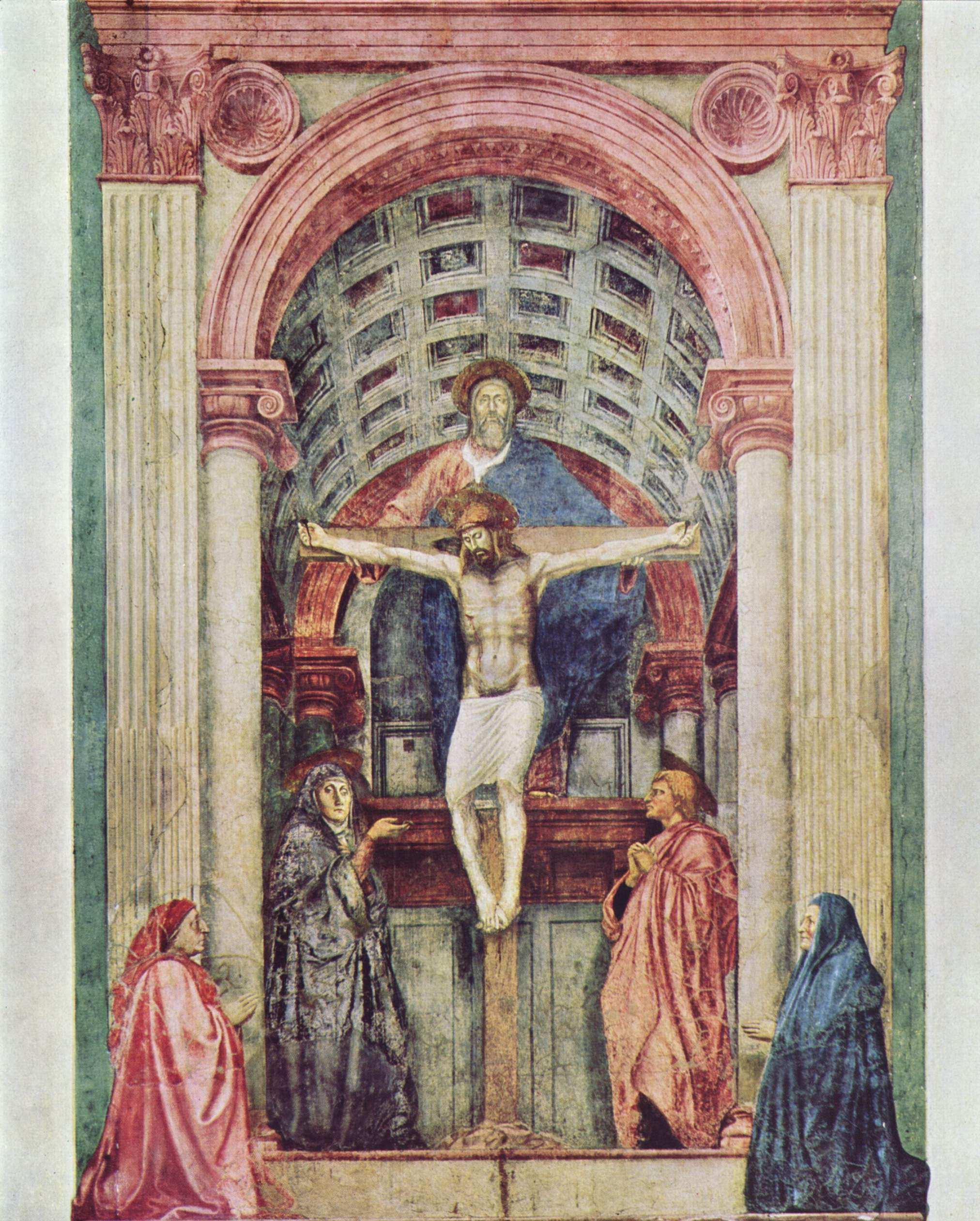
Trójca Święta, Masaccia, w którym po raz pierwszy w nowożytnym malowidle wykreślono w pełni poprawną perspektywę zbieżną, prawdopodobnie przy pomocy Brunelleschiego.

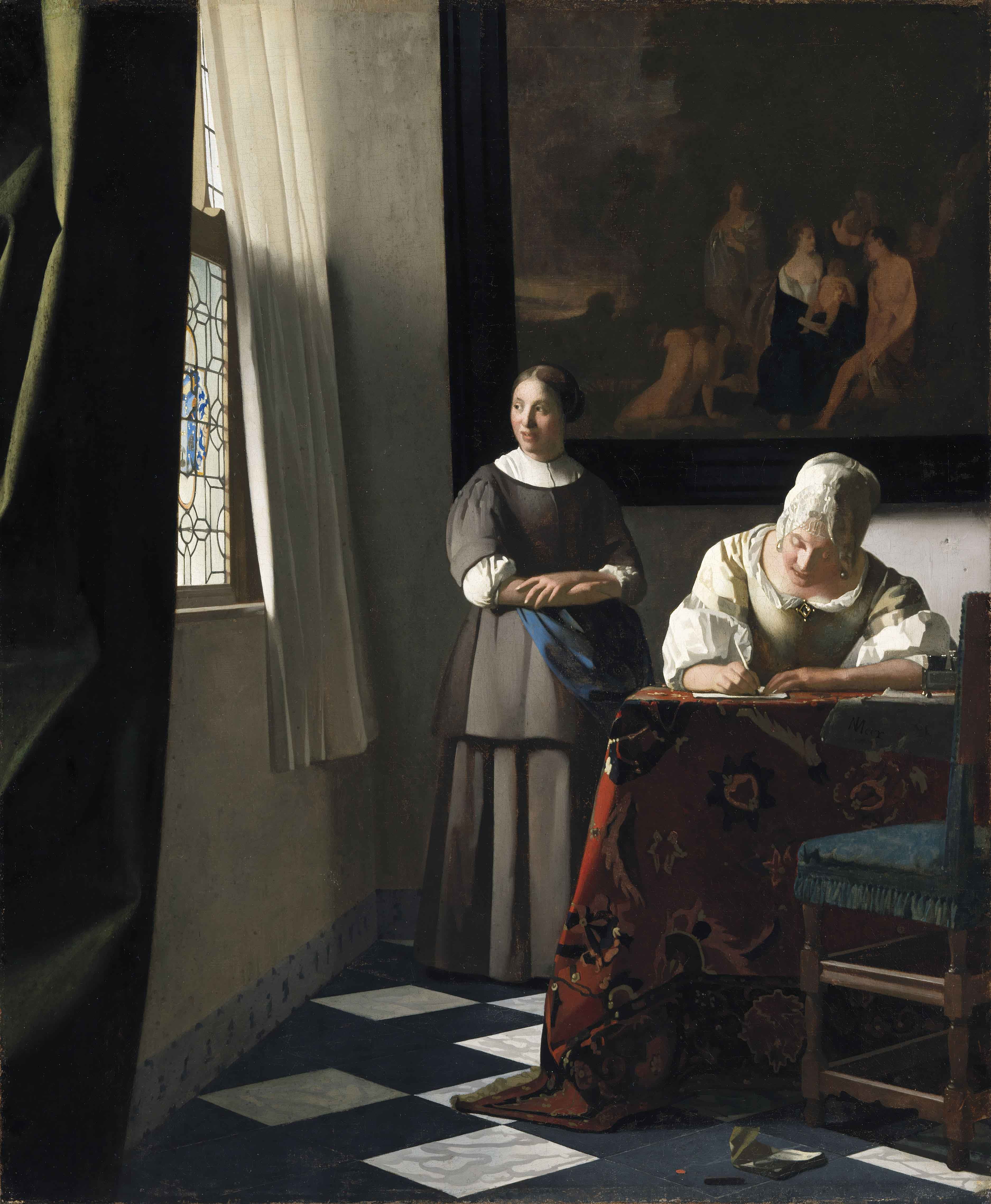
Kobieta pisząca list i jej służąca (Jan Vermeer), Dublin, National Gallery of Ireland, 1670

Perspektywa linearna, perspektywa zbieżna – jedna z technik umożliwiająca przedstawianie rzeczywistości na płaskiej powierzchni tak, aby sprawiała wrażenie głębi. Zasady perspektywy linearnej jako pierwszy opracował w XV wieku architekt florencki Leone Battista Alberti.
Podstawową jej zasadą jest pozorne zmniejszanie się wielkości przedmiotu w miarę oddalania od widza oraz pozorna zbieżność ku horyzontowi wszystkich linii biegnących od oka widza do przedmiotu. Rozróżnia się perspektywy linearne: czołową, boczną, ukośną, żabią (punkt widzenia położony nisko) i ptasią (punkt widzenia położony wysoko).
Perspektywa linearna była znana już w starożytności. W średniowieczu obrazy traktowano przeważnie dwuwymiarowo. Ponowienie prób przedstawiania przedmiotów w trzech wymiarach datuje się od XIV wieku (freski Giotta di Bondone, prace niektórych współczesnych mu malarzy).
Przyjmuje się, że w pełni poprawną perspektywę linearną opracował jako pierwszy florencki architekt Filippo Brunelleschi.

## Rodzaje perspektywy linearnej
- perspektywa z jednym punktem zbiegu
- perspektywa z dwoma punktami zbiegu
- perspektywa z trzema punktami zbiegu

## Perspektywa w malarstwie
- Johannes Vermeer – Kobieta pisząca list i jej służąca, 1670
- Giovanni Antonio Canal – Wenecja: Plac św. Marka i kolumnada Nowych Prokuracji, 1756